# Eustrophopsis quindecimmaculata
Eustrophopsis quindecimmaculata là một loài bọ cánh cứng trong họ Tetratomidae. Loài này được Laporte de Castelnau miêu tả khoa học đầu tiên năm 1840.